# Macromia splendens
Macromia splendens (Macromia splendens) una especie de odonato anisóptero de la familia Corduliidae endémica del sur de Francia y la península ibérica.

## Descripción
Se trata del mayor corduliidae europeo, pudiendo alcanzar los 70 mm. El tórax es de color verde metálico con manchas amarillas dorsales sobre fondo negro en el abdomen. Tiende a posarse colgando de las ramas de los árboles, en claros o caminos forestales.

## Distribución
Se trata de una reliquia que ha sobrevivido a las glaciaciones. Aunque el género Macromia habita principalmente en áreas de clima tropical, de las 112 especies reconocidas solo M. splendens se encuentra en el continente europeo.
El área de distribución de esta especie se limita al extremo sur y suroeste de Francia, centro y sur de Portugal; en España, aunque se trata de una especie rara y muy localizada, se localiza en Galicia, Asturias, Extremadura, Cádiz y Málaga en una altitud no superior a los 500-600 metros.

## Hábitat
Habita en ríos anchos y algo profundos, en los tramos lentos que permiten la deposición del sedimento y el crecimiento de la vegetación acuática, en tramos soleados y cuyas orillas están ocupadas por vegetación de ribera.